# Rudolf Franz Hartogh
Rudolf Franz Hartogh (geboren 31. Mai 1889 in Hamburg; gestorben 20. Januar 1960 in Fischerhude) war ein deutscher Landschaftsmaler. 

## Leben
Von Geburt an taub, wuchs Hartogh in Hamburg auf und studierte Malerei in Berlin, Kassel und Weimar. Seit 1911 lebte und arbeitete er in Fischerhude im Umkreis von August Haake, Helmuth Westhoff und Wilhelm Heinrich Rohmeyer. 1931 heiratete er Eva Pfitzner. 
Auf Empfehlung von Alfred Lichtwark und Max Liebermann ging Hartogh von 1906 bis 1910 zu Lovis Corinth nach Berlin und war vier Jahre lang dessen Schüler. Danach schloss er ein Studium von 1910 bis 1919 bei Max Thedy und Hans Olde an der Hochschule für Bildende Kunst in Weimar und an der Kunstakademie in Kassel an und ging schließlich an das Bauhaus in Weimar. Er gehörte zum Kreis um Walter Gropius und Lyonel Feininger. Aufgrund seiner jüdischen Abstammung musste er 1938 aus dem Künstlerbund Bremen austreten und wurde 1942 mit einem Berufsverbot belegt. 1944 wurde er erst in das KZ Farge, danach in das KZ Theresienstadt deportiert. Nach der Befreiung 1945 durch US-amerikanische Truppen kehrte er 1953 nach Fischerhude zurück. 